# Ernst Bendz
Ernst Paulus Bendz, född 18 maj 1880, död 2 maj 1966, var en svensk språkforskare och författare. Han var brorson till Olof Bendz.
Bendz blev filosofie doktor 1914 med avhandlingen The influence of Pater and Matthew Arnold in the prose-writings of Oscar Wilde, var lärare vid Göteborgs högre samskola 1907-1918, vid Högre lärarinneseminariet i Göteborg 1918-1933 samt lektor i engelska och franska vid Hvitfeldska högre allmänna läroverket 1918-1946. Bendz, som särskilt intresserade sig för nyare fransk och engelsk litteratur, stod i personlig kontakt med flera företrädare för dessa litteraturer. Bland hans skrifter märks Oscar Wilde (1921, på engelska), La Daphné d'Alfred de Vigny (1923), Joseph Conrad (1923, på engelska), Kosmopoliter och hemmasittare (1925), Nutida fransk prosakonst (1928), Diktverkets genesis (1933), Paul Valéry (1933), André Gide (1934), Paul Valéry et l'art de la prose (1936), André Gide et l'art d'écride (1939), François Mauriac: Ébauche d'une figure (1945), Paul Valéry: Några minnesord (1945), Litteratur och politik: Fallet Montherlant (1947) och Visages d'écrivains (1947).